# Ivan Batur
Ivan Batur (Zara, 4 luglio 1991) è un cestista croato.

## Carriera
Batur è cresciuto nel settore giovanile del Košarkaški klub Zadar, facendo il suo esordio in prima squadra a 18 anni nel 2009. Vanta una buona esperienza internazionale a livello di nazionali giovanili: ha infatti vinto il bronzo ai Mondiali Under-19 del 2009, e ha preso parte all'Europeo Under-20 2010 (4º posto) ed a quello del 2011 (16º posto).